# Jean Bon Saint-André

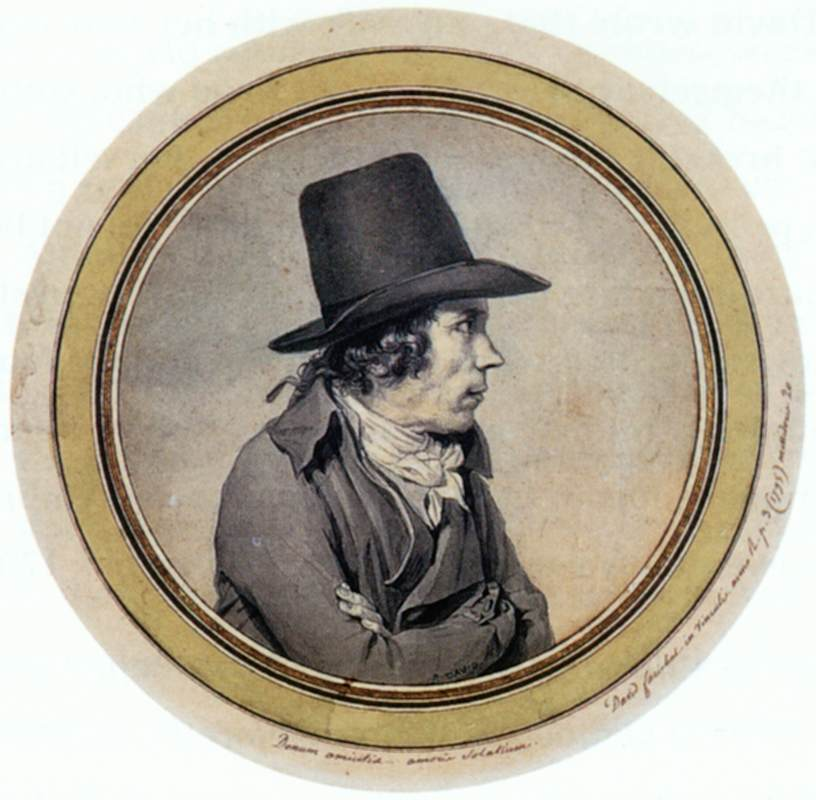
Retrato de André Jeanbon Saint-André pintado por David.

André Jeanbon llamado Jean Bon Saint-André o Jeanbon Saint-André , nacido en Montauban el 25 de febrero de 1749 , murió en Maguncia el 10 de diciembre de 1813, fue un pastor, un revolucionario y político francés.

## Biografía

### Antes de la Revolución
De familia protestante hijo de un más pleno, más alto entre los jesuitas , donde se elimina por el padre calvinista. Estudió navegación Burdeos, se alistó en la Marina Mercante , alcanzando el grado de oficial y se convirtió en capitán. Después de tres naufragios y perdió sus ahorros, dejó la Armada, estudió teología en Ginebra y se convirtió en un pastor en Castres en 1773, y luego le llevó a dimitir en 1782 después de una disputa con el consistorio de Castres, toma su ministerio en Montauban 1788, donde preside la Sociedad de Amigos de la Constitución en el comienzo de la Revolución en 1789.

### Durante la Revolución
Fracasó en las elecciones de la Asamblea Legislativa en 1791, pero entre el consejo municipal.
Elegido el 4 e 9, miembro del lote en la Convención Nacional en 1792, dejando a su amigos Jeanbon jacobinos para alcanzar París , donde fue primero a la derecha con sus amigos Girondins . Pero él se desprende poco a poco y pronto se unió a las filas de la montaña . 12 de octubre de 1792, completó su evolución en el fallo en contra de los girondinos, que atacan a la Comuna de París y requieren el fortalecimiento de la custodia de la Convención. En enero de 1793, votó a favor de la muerte del rey y sin apelación o quedarse, como él dice, "un rey, simplemente porque él es el rey, es culpable de la humanidad, porque el reino en sí es un crimen" .
Ante los peligros que corre la República , con la guerra contra las monarquías aliadas , y la guerra civil provocada por los realistas en Vende , y los federalistas , abogó por la unión de la Convención con la gente en contra de sus enemigos.
Es en contra de la persecución de los asesinos de septiembre 1792 , como "una gran revolución sólo puede lograrse por los acontecimientos de todo tipo" .
Él es un promotor y defensor de la creación del Tribunal Revolucionario .
Se envía en el Lote y Dordogne para acelerar la eliminación de 300.000 hombres y asistencias en su regreso a la agonía de la Gironde .
Presidente de la Convención del 11 de julio al 25 de 1793, entró en 10 de julio de 1793 el comité de salvación pública , donde se hizo cargo de la Armada .
Responsable, como Presidente de la Convención, se pronuncia el elogio de Jean-Paul Marat , funciona con una sequía que demuestra claramente su falta de simpatía por la víctima de Charlotte Corday. La mayor parte del tiempo en una misión, se destaca lejos de los enfrentamientos entre facciones.
Primero envió en una misión para los ejércitos de Oriente, lo convencional es poco responsable de la reorganización de la marina de guerra, minado por insubordinación. En Brest , donde se representa a una misión de septiembre 1793-mayo 1794, restauró la disciplina con medidas severas, con su colega Prieur de la Marne , y luego se tomó en el mar las operaciones de Villaret de Joyeuse en contra del inglés , Jeanbon participa en el mar batalla de 13 pradial off 'de Ouessant el 1 er junio de 1794 (famoso por la fortaleza de la Avenger personas ) a bordo de la nave de la montaña , junto con el contra-almirante .
Misión durante el noveno Thermidor , que desaprueba, es reemplazado por un termidoriana en el comité de salvación pública pretexto impedimentos a sus misiones en la provincia. De hecho, a partir de julio de 1794 a marzo de 1795, Jeanbon se carga con una nueva misión en las zonas marítimas del sur, especialmente Toulon , donde muestra las mismas cualidades que un director.
Oponente desafortunado, Lote de Jean-Pierre Ramel, el anciano hermano del general (Cahors es la capital, Montauban subprefectura), en las elecciones a la Asamblea Legislativa, continuó Ramel su venganza. Esto, después de la sesión, entró en el ejército de los Pirineos Orientales, donde su brillante conducta a principios de 1793 había sido nombrado general de brigada. En Collioure, donde Ramel había luchado con valentía, sin embargo, fue acusado de haber sido sorprendido y mucho cariño para dar testimonio del poder, Jean Bon Saint-André lo hizo arrestar, pero tuvo tres veces para cambiar la composición de la corte para obtener una sentencia de muerte; Ramel fue ejecutado en los primeros días del año 1795.
Mientras que el Terror Blanco se está librando en Francia, fue detenido el 9 de pastizales III año , cuando después de la reacción insurrección del 12 Germinal y el de la 1 st pastizales . Sin embargo, después de la aprobación de la Constitución del año III , 24 de septiembre 1795 y el fracaso de la insurrección monárquica vendimiario 13 , una amnistía general "para los hechos reales relacionados con la Revolución" se pasa 26 de octubre de 1795, y fue lanzado el 29 de octubre.
La Junta se nombra al cónsul general en Argel , y después a Smyrna en 1798. Cuando el Imperio otomano se rompió con Francia, fue arrestado y pasó tres años en cautiverio.

### Durante el Consulado y el Primer Imperio
La tumba del Barón de Saint-André en Mainz
Después de su liberación, Bonaparte nombró comisario general de los tres departamentos de la orilla izquierda del Rin , en diciembre de 1801, luego prefecto del departamento del Mont-Tonnerre en Maguncia en 1802 septiembre, donde confirmó su administrador reputación excepcional. En reconocimiento a sus servicios, Napoleón lo nombró caballero del hecho Legión de Honor en 1804 y Baron d'Empire , Baron "San Andrés" en 1809. El tifus prevalece en 1813. Está enterrado en el cementerio principal de Mainz .
Masón activo, Jean Bon Saint-André fue el primer Venerable Maestro de la logia "Amigos de la Unión Europea", en Mainz, fundada en 1803, y que todavía existe hoy en esta ciudad con el nombre de "Die Freunde zur Eintracht ".

## Publicaciones
- Sermón de Acción de Gracias, entregado en colaboración protestantes Domingo, 26 de julio, para agradecer a Dios por el final de los disturbios en París, y el retiro de las tropas furrounded la capital , Montauban, Teulières y fontanela 1789.
- La Educación Nacional , impr. por orden de la Convención Nacional, Reprod. la ed. de [París], [la impresión. nacional], [179 -?.] [1]
- Resumen diario de la flota de cruceros de la República, al mando del almirante contra Willaret cabo día a día por el representante del pueblo Jean Bon Saint-André, a bordo de la nave de la montaña , impreso por orden de la Convención Nacional , Reprod. la ed. de París, el de impresión. nacional, año II, 1793, 1794. gallica.bnf.fr
- Opinión y el proyecto de decreto, el ciudadano Jean Bon St. Andre ... la organización de la Armada francesa , impr. por orden de la Convención Nacional, Reprod. la ed. de París, el de impresión. Nacional de 1793. [2]
- Informe de los representantes del pueblo, envió a Brest y de la marina de Jean Bon Saint-André  , [es la] Convención Nacional, Reprod. la ed. de París, el de impresión. - nacional, 179. [3]
- Informe en nombre de la comisión de marina Jean Bon Saint-André, miembro del comité , impreso por orden de la Convención Nacional, Reprod. la ed. de París, el de impresión. Nacional de 1793. [4]
- Informe sobre la traición de Toulon, en nombre del comité de salvación pública por Jean Bon Saint-André  , impr. por orden de la Convención Nacional, Reprod. la ed. desde París, Impr. - nacional, 179. [5]
- Informes del ciudadano detenido Jean Bon Saint-André, representante del pueblo en los departamentos marítimos de la República, durante la misión de un puerto de montaña , Reprod. la ed. de Puerto de la montaña, en A. Aurel, II año 1794. [6]
- Respuesta de Jean Bon Saint-André, la denuncia de los ciudadanos del municipio de Brest , impr. por orden de la Convención Nacional, Reprod. la ed. de París, el de impresión. nacional, año III, 1795. [7]